# Furio Camillo (métro de Rome)
Furio Camillo est une station de la ligne A du métro de Rome. Elle est située sur la via Appia Nuova.

## Situation sur le réseau
Établie en souterrain, la station Furio Camillo de la ligne A du métro de Rome, est située entre les stations Ponte Lungo en direction de Battistini, et Colli Albani - Parco Appia Antica, en direction d'Anagnina.

## Histoire
La station Furio Camillo est mise en service le 19 février 1980, lors de l'ouverture de l'exploitation de la première section, de la ligne A, entre les stations Ottaviano - San Pietro - Musei Vaticani et Cinecittà.